# Арид
Арид (фр. Île Aride — «Сухой остров») — остров в Индийском океане, входит в Северо-Восточную группу Внутренних Сейшельских островов.

## География
Остров Арид является самым северным гранитным островом из Сейшельского архипелага, относящегося к округу Гран-Анс. Расположен в 10 км к северу от острова Праслен, ближайший остров – Буби на юге. Длина острова составляет 1,7 км, ширина – 600 м. Самая высокая точка – гора Гро-ла-Тет (135 м).
Остров принадлежал семье Шенар (Chenard). В 1973 году его приобрел президент Королевского общества защиты природы и английский промышленник Кристофер Кедбери.

## Демография
Единственными жителями являются сотрудники заповедника: четыре сейшельских рейнджера, два иностранных специалиста по охране природы и два волонтера. Они живут в главной деревне острова, Ла Кур, на южной стороне острова.

## Флора и фауна
Арид является природным заповедником.
На острове гнездятся около 1,25 млн морских птиц. Здесь обитает самая большая на Сейшелах популяция розовых крачков (лат. Sterna dougallii) и крупнейшие в мире популяции Anous tenuirostris и Puffinus lherminieri. Также живет много фрегатов. В 1988 году с острова Норт-Казин сюда был завезен Acrocephalus sechellensis, чья популяция сейчас самая большая в мире (около 2 000 пар). В 2002 году сюда завезли Foudia sechellarum, также с острова Норт-Казин, а с острова Фрегат – сейшельского шама-дрозда (лат. Copsychus sechellarum). Также живут сейшельские синие голуби (лат. Alectroenas pulcherrimus) и сейшельские нектарницы (лат. Cinnyris dussumieri).
Фауна острова представлена несколькими разновидностями сцинковых, тремя видами гекконов и тремя видами неядовитых змей. Пляжи острова регулярно посещают зелёные морские черепахи и черепахи-бисса.
Арид является единственным местом в мире, где растет цветущий кустарник Rothmannia annae.

## Галерея

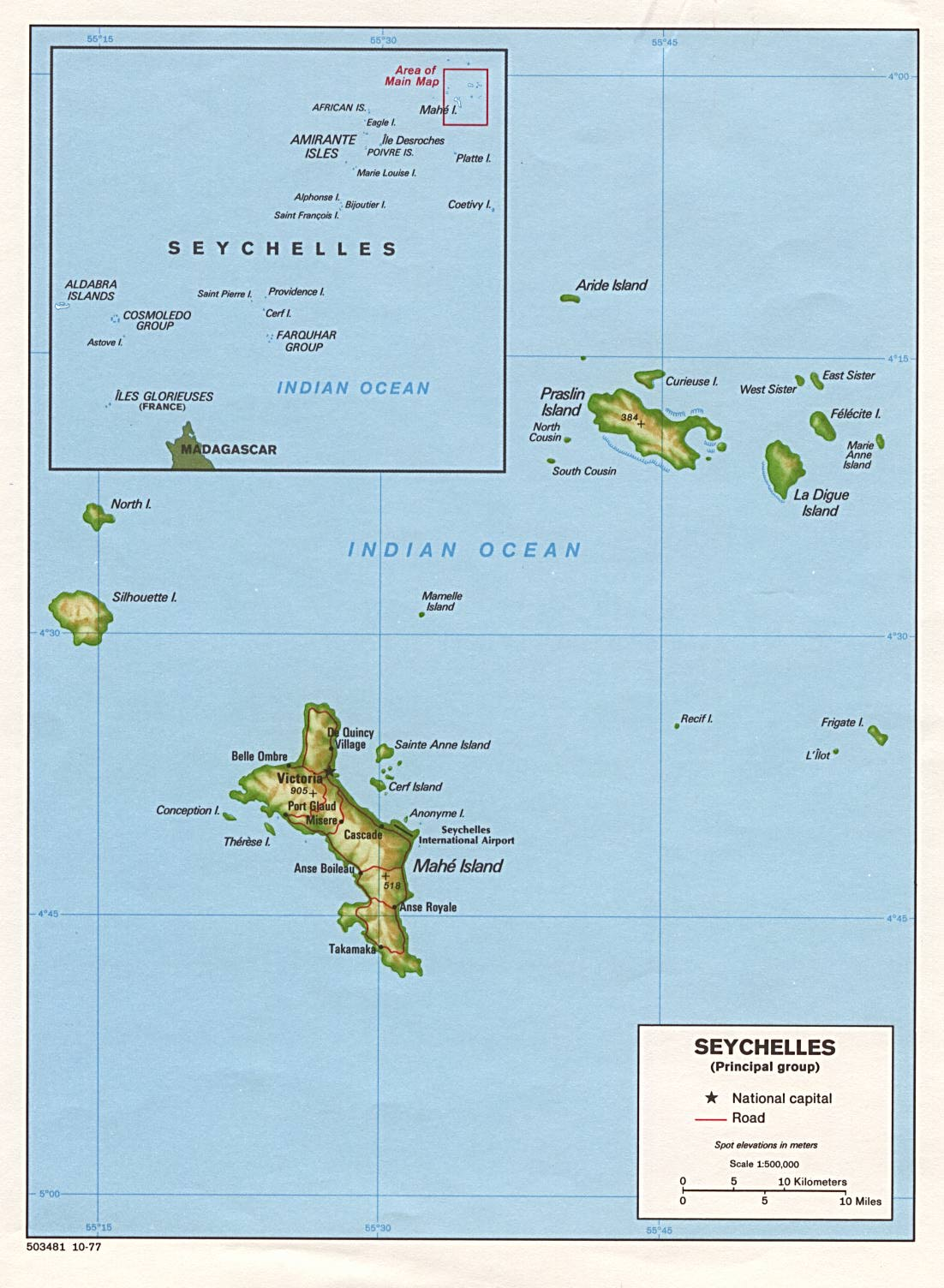
Карта 1
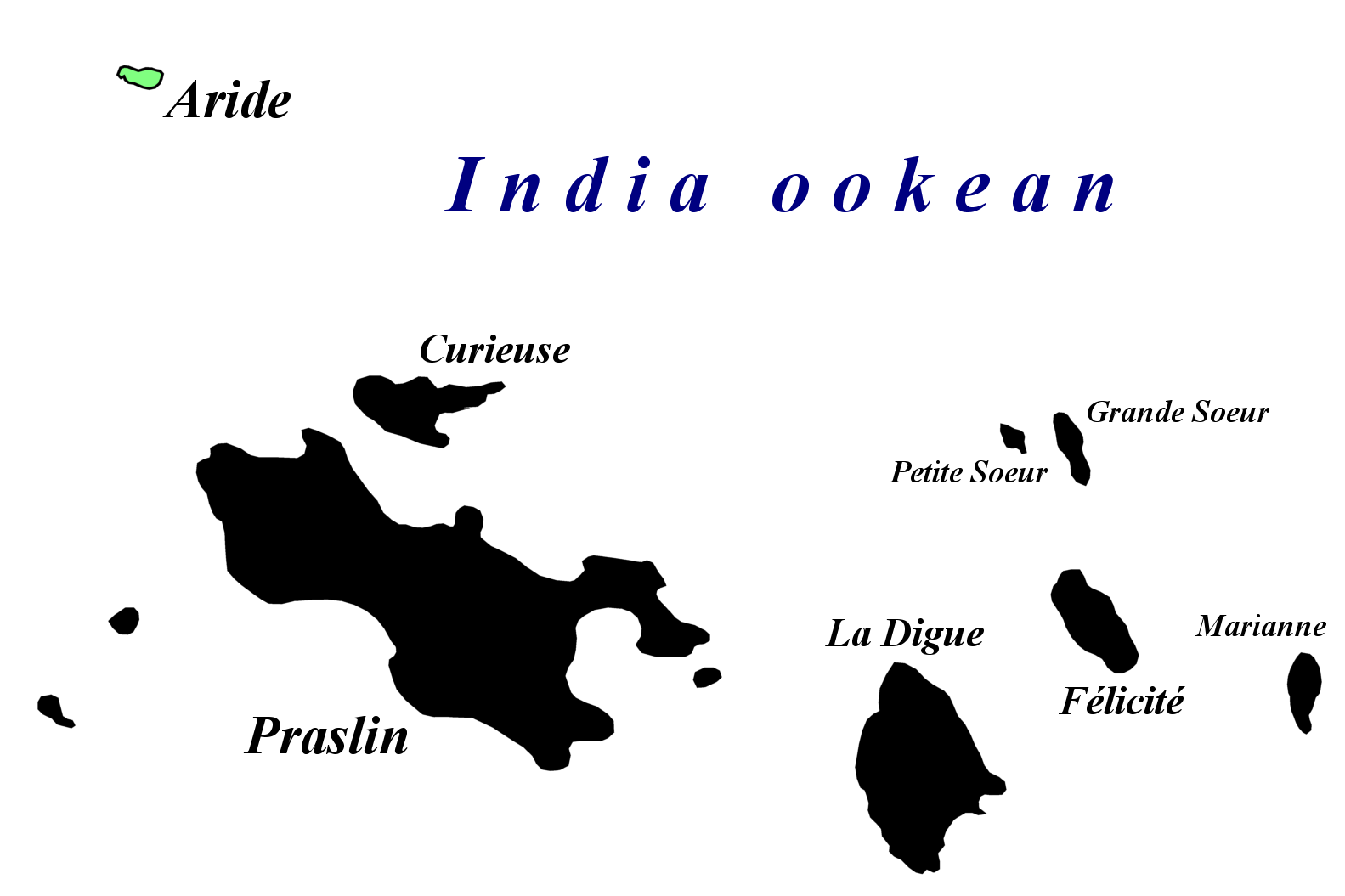
Карта 2
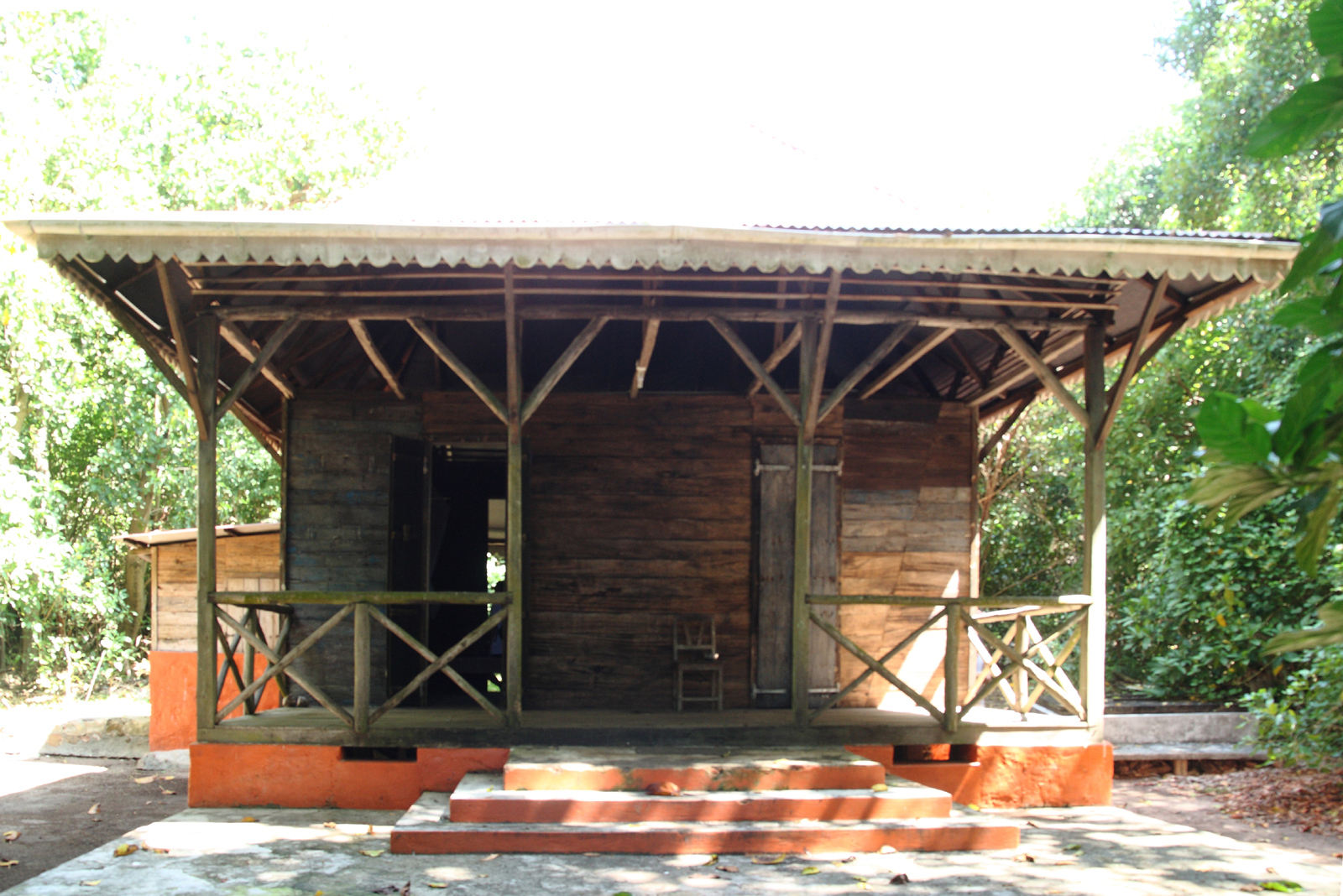
Домик, Арид
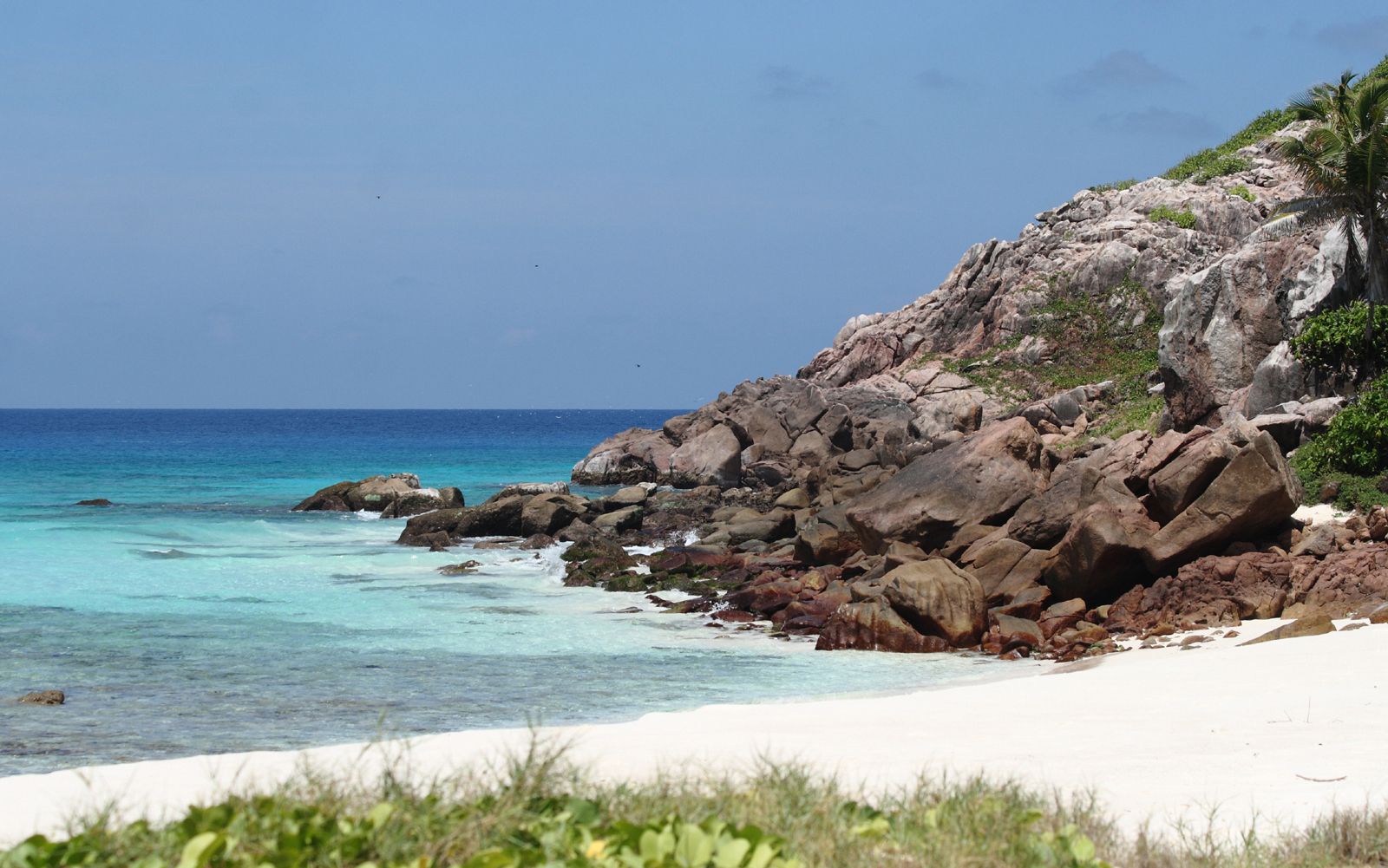
Пляж
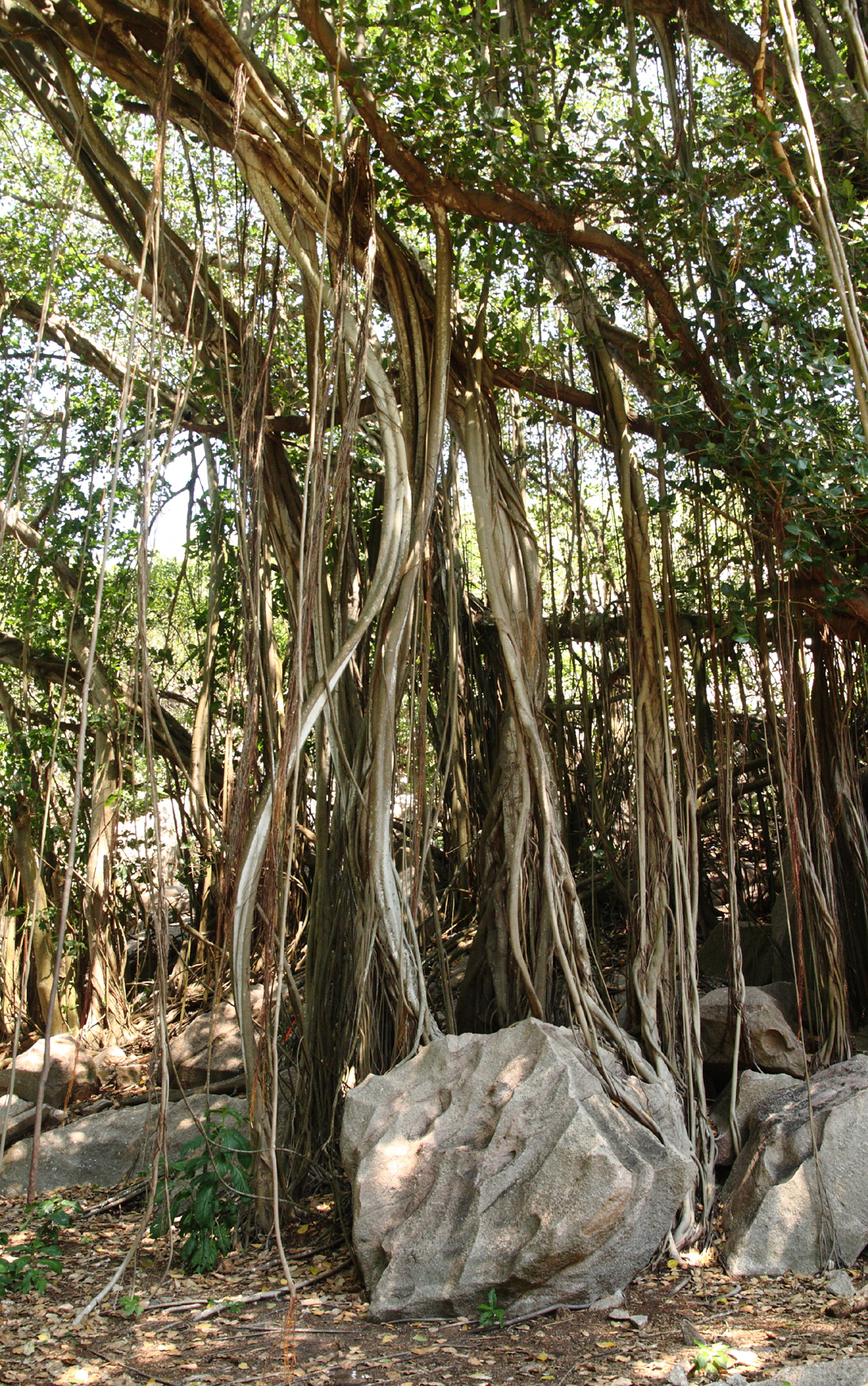
Дерево с лианами на Ариде
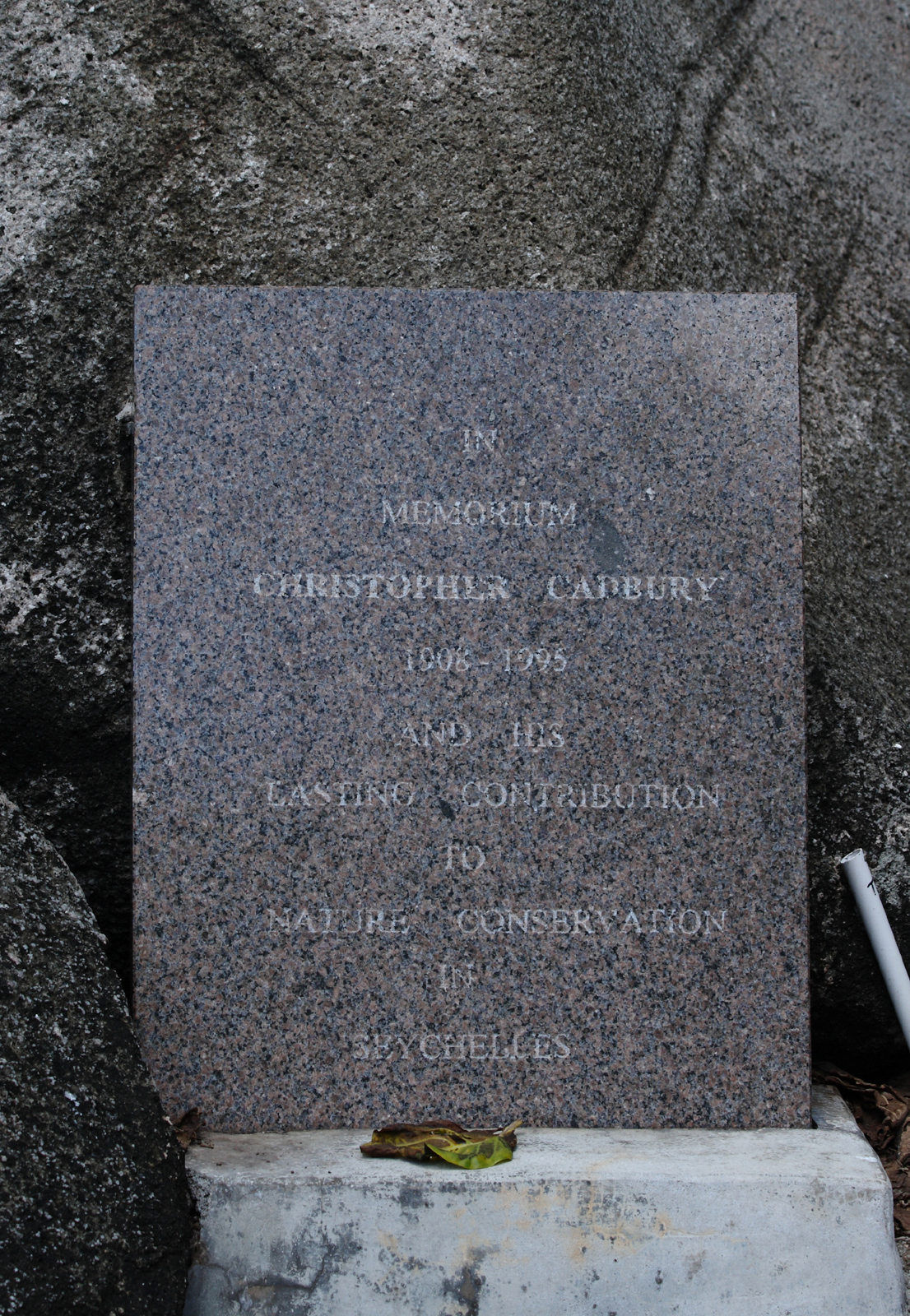
Мемориальная доска Кристоферу Кэдбери